# Carabus piochardi
Carabus piochardi es una especie de insecto adéfago del género Carabus, familia Carabidae. Fue descrita científicamente por Géhin en 1884.
Habita en Líbano. Son de color negro, y son muy similares a Carabus punctatus.